# Friedrich Schluckebier der Jüngere
Friedrich Schluckebier der Jüngere (* 3. September 1875 in Barmen; † 7. April 1954 in Wuppertal) war ein deutscher Bildhauer.
Nach  dem frühen Tod des Vaters Friedrich Schluckebier der Ältere übernahm Friedrich Schluckebier der Jüngere 1902 den Bildhauereibetrieb in der Barmer Lichtenplatzer Straße 20 (die später in Untere Lichtenplatzer Straße 20 umbenannt wurde), den er bis 1954 leitete.

## Werke (Auswahl)

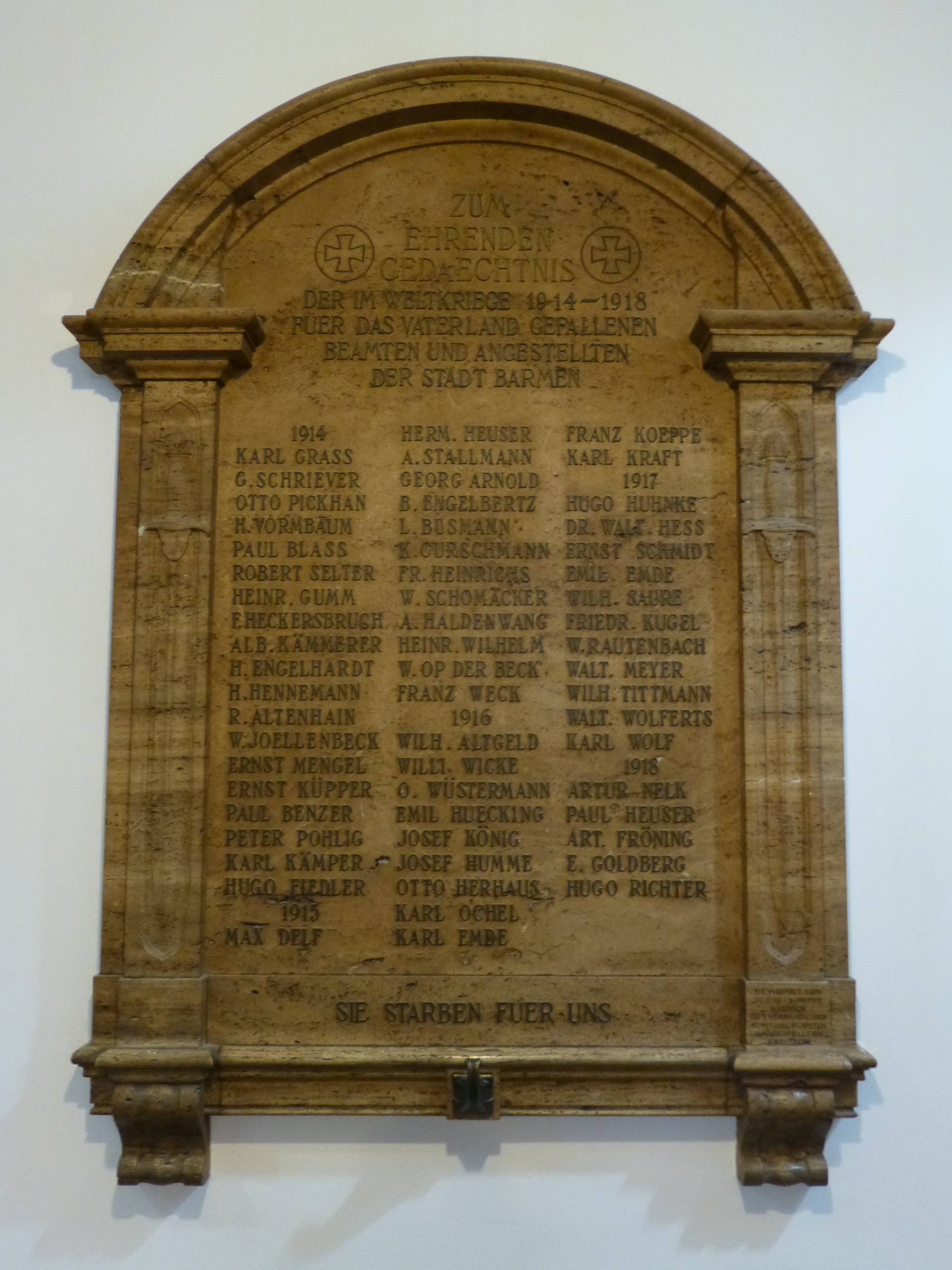
Gedenktafel in Barmen (1927)

- 1927 – Gedenktafel aus Travertin für die gefallenen Beamten und Angestellten der Stadt Barmen, gefertigt nach einem Entwurf des Architekten Julius Dicke, angebracht im Eingangsbereich des Barmer Rathauses.[1][2]
- 1928 – Gedenktafel aus Treuchtlinger Marmor für die gefallenen Beamten und Angestellten der Stadt Elberfeld, gefertigt nach einem Entwurf des Bildhauers Fritz Bernuth, angebracht im ersten Stock des Elberfelder Rathauses.[3][4]
- 1936 – Gedenktafel aus Muschelkalk für Wilhelm Dörpfeld, angebracht an dessen Geburtshaus Bredde 67.[5][6]